# Imma boeta
Imma boeta is een vlinder uit de familie van de Immidae. De wetenschappelijke naam van de soort is voor het eerst geldig gepubliceerd in 1898 door Herbert Druce.